# Sœurs Victimes du Sacré-Cœur de Jésus
Les Sœurs Victimes du Sacré-Cœur de Jésus  est un ordre monastique de droit diocésain spécialement voué à la vie réparatrice et à l’adoration eucharistique. Il ne faut pas confondre cette communauté avec deux autres congrégations féminines françaises, aujourd'hui disparues, qui ont porté ce nom : Les Religieuses de la Purification de Tours et les Victimes du Sacré-Cœur de Jésus de Villeneuve-lès-Avignon.

## Histoire
Le 17 juin 1838, Julie-Adèle de Gerin-Ricard (1793-1865) commence à se réunir chaque semaine avec trois compagnes dans le but de fonder une communauté religieuse consacrée à consoler le Cœur de Jésus des péchés des hommes. Cinq autres jeunes filles les rejoignent peu à peu. 
En 1840, elles emménagent dans une demeure du quartier de la Belle de Mai. L'édifice transformé en couvent, est bénit le 8 septembre 1841. Le même jour Julie-Adèle et une autre, qui avait été sœur hospitalière de Saint Augustin, s'engagent par des vœux perpétuels, six novices prononcent leur premiers vœux et deux postulantes prennent l'habit religieux.
Julie-Adèle est nommée supérieure de la communauté sous le nom de Marie Victime de Jésus Crucifié.
En 1854, Eugène de Mazenod, évêque de Marseille, demande à Louis Marie Maulbon d'Arbaumont (1813-1882), en religion Père Jean du Sacré Cœur, de rédiger les constitutions religieuses pour les sœurs. Il adopte la règle de saint Augustin et termine d'écrire les constitutions en 1856. Elles sont provisoirement approuvées par l'évêque le 15 décembre 1857 et définitivement le 21 juin 1875 par Charles-Philippe Place, nouvel évêque de Marseille.

## Activités et diffusion
Les moniales se vouent à la réparation des offenses contre le Cœur de Jésus par la récitation de l'office divin et l'adoration eucharistique,
Le monastère originel était à Marseille, au 52 rue Levat. Depuis 2016, il est à Chavagnes-en-Paillers où les 18 religieuses occupent l'ancien carmel de La Fourchardière.